# Éthylmorphine
L'éthylmorphine, ou codéthyline, est un analgésique opiacé utilisé notamment comme antitussif.
Chimiquement, la molécule est proche de la codéine. Sa puissance narcotique serait équivalente à cette dernière, ou jusqu'à 1,25 fois plus puissante chez certains sujets.
On dispose de très peu de documentation sur la pharmacodynamique et la pharmacocinétique de l'éthylmorphine.